# Fernando Arêas Rifan
Fernando Arêas Rifan (ur. 25 października 1950 w São Fidélis) – brazylijski duchowny katolicki, tradycjonalista, biskup tytularny Cedamusa, administrator Personalnej Administratury Apostolskiej Świętego Jana Marii Vianneya.

## Życiorys
Fernando Arêas Rifan otrzymał święcenia kapłańskie 8 grudnia 1974 roku. Był członkiem Bractwa Kapłańskiego Świętego Jana Marii Vianneya (FSSJV) założonego przez biskupa Antonio de Castro Mayera na wzór Bractwa Kapłańskiego Świętego Piusa X (FSSPX).
W latach 80. XX wieku swoim zaangażowaniem społecznym i duszpasterskim zdobył medialną popularność w stanie Rio de Janeiro. Tradycjonalistyczna postawa i brak zgody na wprowadzenie reform Soboru Watykańskiego II spowodowały jednak, że decyzją swojego ordynariusza w 1986 roku został pozbawiony probostwa w parafii Matki Bożej Różańcowej w Campos.
30 czerwca 1988 roku jako prezbiter brał udział w ceremonii konsekracji biskupów tradycjonalistycznych w Ecône, która stała się powodem ekskomuniki: Marcela Lefebvre'a, Antônio de Castro Mayera, Bernarda Fellaya, Alfonsa de Galarreta, Bernarda Tissier de Mallerias i Richarda Williamsona.
Po 28 stycznia 2002 roku na prośbę pogodzonego ze Stolicą Apostolską tradycjonalistycznego biskupa Licinio Rangela papież powołał księdza Fernando Rifana na koadiutora i wikariusza generalnego Personalnej Administratury Apostolskiej Świętego Jana Marii Vianneya.
18 sierpnia 2002 roku Fernando Arêas Rifan został konsekrowany na biskupa z siedzibą tytularną w Cedamusa. 16 grudnia 2002 roku został ordynariuszem Apostolskiej administratury personalnej Świętego Jana Marii Vianneya działającej na terenie diecezji Campos.